# Kunie Ito
Kunie Ito (伊藤邦衛, Ito Kunie, nascido em Hiroshima, 1924) é um arquiteto paisagista japonês. 
Kunie Ito graduou-se pela Universidade de Tóquio de Agricultura em 1947. Foi contratado então pela Companhia Shimizu para trabalhar em seu departamento de design. Em 1963, ele fundou seu próprio escritório. Trabalhou como professor na mesma instituição em que se formou e como diretor do Instituto Japonês de Arquitetura Paisagista. Já executou diversos projetos de jardins no Japão (Jardim Tokugawa, em Nagoia; Parque Memorial Showa, em Tóquio) e, inclusive, no exterior. Na cidade de Porto Alegre, no Brasil, Ito criou a Praça Província de Shiga (1983) para a celebração do acordo de fraternidade entre a província japonesa e o estado do Rio Grande do Sul.